# José Chamot
José Chamot, född den 17 maj 1969 i Concepción del Uruguay, Entre Ríos, Argentina, är en argentinsk fotbollsspelare. Vid fotbollsturneringen under OS 1996 i Atlanta deltog han i det argentinska lag som tog silver. 